# Giải bóng đá U-19 Quốc gia 2010
Giải bóng đá U19 quốc gia Việt Nam 2010 có tên gọi chính thức: Giải bóng đá U19 Quốc gia - Cúp Sơn Kova 2010, là mùa giải thứ 5 do VFF tổ chức. Giải đấu này diễn ra theo hai giai đoạn, vòng loại sẽ khởi tranh từ ngày 24 tháng 1 năm 2010 và kết thúc vào ngày 15 tháng 3 năm 2010 thi đấu theo thể thức hai lượt đi và về. Vòng chung kết diễn ra từ ngày 28 tháng 3 đến ngày 5 tháng 4 năm 2010 tại Nghệ An.
Đội U-19 Than Quảng Ninh đã lên ngôi vô địch sau khi đánh bại U-19 Đồng Tháp với tỷ số 1–0 trong trận chung kết.

## Điều lệ
21 đội bóng được chia đều vào 3 bảng theo khu vực địa lý để thi đấu như sau:
- Bảng A: Hà Nội ACB, Hòa Phát Hà Nội, Nam Định, Thanh Hóa, Than Quảng Ninh, T&T Hà Nội, Trung tâm Viettel, Xi Măng Hải Phòng.
- Bảng B: Bình Định, Khatoco Khánh Hòa, Navi Bank Sài Gòn, Sông Lam Nghệ An, SHB Đà Nẵng và Trung tâm Bóng Đá Hải Phòng.
- Bảng C: Cần Thơ, Đồng Nai, TĐCS Đồng Tháp, Đồng Tâm Long An, TDC Bình Dương, Tây Ninh và Tiền Giang.

Các đội thi đấu vòng tròn hai lượt tính điểm, xếp hạng ở mỗi bảng để chọn tám đội vào thi đấu ở Vòng chung kết:
+ Sáu đội xếp thứ nhất và thứ nhì của cả ba bảng.
+ Đội xếp thứ ba bảng A.
+ Chọn một đội trong số hai đội xếp thứ ba của hai bảng B & C có điểm và các chỉ số cao hơn; đội xếp thứ ba tại bảng C không tính kết quả hai trận đấu lượt đi và lượt về với đội xếp thứ bảy ở cùng bảng khi so sánh với đội xếp thứ ba tại bảng B.
Sau khi vượt qua vòng loại, 8 đội lọt vào Vòng chung kết sẽ bắt cặp thi đấu theo thể thức loại trực tiếp 2 trận lượt đi và lượt về trên một sân. Sau hai lượt trận, 4 đội thắng cuộc sẽ giành quyền vào thi đấu tại Bán kết theo thể thức loại trực tiếp 1 trận để xác định cặp đấu tranh cúp vô địch tại trận Chung kết.

## Vòng loại

### Bảng xếp hạng bảng A
| Thư tự | Đội                       | Trận | Thắng | Hòa | Thua | Hiệu số | Điểm | Kết quả                |
| 1      | U19 Than Quảng Ninh       | 14   | 7     | 4   | 3    | 20-15   | 25   | Tham dự vòng chung kết |
| 2      | U19 Thể Công Viettel      | 14   | 7     | 3   | 4    | 24-17   | 24   | Tham dự vòng chung kết |
| 3      | U19 Megastar E&C Nam Định | 14   | 6     | 6   | 2    | 27-18   | 24   | Tham dự vòng chung kết |
| 4      | U19 T&T Hà Nội            | 14   | 7     | 3   | 4    | 20-11   | 24   |                        |
| 5      | U19 Hòa Phát Hà Nội       | 14   | 4     | 5   | 5    | 18-21   | 15   |                        |
| 6      | U19 Xi Măng Hải Phòng     | 14   | 5     | 0   | 9    | 17-22   | 15   |                        |
| 7      | U19 Lam Sơn Thanh Hóa     | 14   | 4     | 3   | 7    | 15-22   | 15   |                        |
| 8      | U19 Hà Nội ACB            | 14   | 2     | 4   | 8    | 13-28   | 12   |                        |

### Bảng xếp hạng bảng B
| Thư tự | Đội                             | Trận | Thắng | Hòa | Thua | Hiệu số | Điểm | Kết quả                  |
| 1      | U19 Sông Lam Nghệ An            | 10   | 7     | 2   | 1    | 17-4    | 23   | Tham dự vòng chung kết   |
| 2      | U19 SHB Đà Nẵng                 | 10   | 7     | 1   | 2    | 11-9    | 22   | Tham dự vòng chung kết   |
| 3      | U19 Khatoco Khánh Hòa           | 10   | 6     | 1   | 3    | 8-5     | 19   | Xét tuyển vòng chung kết |
| 4      | U19 Bình Định                   | 10   | 3     | 4   | 3    | 10-7    | 13   |                          |
| 5      | U19 Navibank Sài Gòn            | 10   | 1     | 1   | 8    | 6-15    | 4    |                          |
| 6      | U19 Trung tâm Bóng Đá hải Phòng | 10   | 1     | 1   | 8    | 6-18    | 4    |                          |

### Bảng xếp hạng bảng C
| Thư tự | Đội                    | Trận | Thắng | Hòa | Thua | Hiệu số | Điểm | Kết quả                  |
| 1      | U19 TĐCS Đồng tháp     | 12   | 9     | 1   | 2    | 25-11   | 28   | Tham dự vòng chung kết   |
| 2      | U19 Becamex Bình Dương | 12   | 8     | 2   | 2    | 30-9    | 26   | Tham dự vòng chung kết   |
| 3      | U19 Đồng Tâm Long An   | 12   | 7     | 2   | 3    | 21-10   | 23   | Xét tuyển vòng chung kết |
| 4      | U19 Tiền Giang         | 12   | 4     | 3   | 5    | 20-19   | 15   |                          |
| 5      | U19 Cần Thơ            | 12   | 3     | 2   | 7    | 12-20   | 11   |                          |
| 6      | U19 Đồng Nai           | 12   | 2     | 3   | 7    | 10-26   | 9    |                          |
| 7      | U19 Tây Ninh           | 12   | 1     | 3   | 8    | 10-33   | 6    |                          |

Kết thúc vòng loại 8 đội sau đây được tham dự vòng chung kết.Vòng loại Lứa tuổi 19 QG – Cúp Sơn Kova 2010: Hoàn tất danh sách 8 đội vào VCK
| Thư tự | Đội                       | Kết quả       |
| 1      | Than Quảng Ninh           | Nhất bảng A   |
| 2      | Trung tâm Bóng Đá Viettel | Nhì bảng A    |
| 3      | Sông Lam Nghệ An          | Nhất bảng B   |
| 4      | SHB Đà Nẵng               | Nhì bảng B    |
| 5      | TĐCS Đồng Tháp            | Nhất bảng C   |
| 6      | B.Bình Dương              | Nhì Bảng C    |
| 7      | Megastar E&C Nam Định     | Thứ ba bảng A |
| 8      | Đồng Tâm Long An          | Thứ ba bảng B |

## Vòng chung kết
Tất cả các trận đấu đều diễn ra trên Sân vận động Vinh ở Thành phố Vinh tỉnh Nghệ An. Đội in đậm giành quyền vào vòng bán kết.Lịch thi đấu VCK giải bóng đá Lứa tuổi 19 QG - Cúp Sơn Kova 2010
| Ngày      | Giờ   | Sân        | Mã trận | Trận đấu                                   | Tỷ số | Lượt đấu |
| --------- | ----- | ---------- | ------- | ------------------------------------------ | ----- | -------- |
| 28/3/2010 | 15h30 | Quân khu 4 | III     | U19 TĐCS Đồng Tháp - U19 Thể Công Viettel  | 0-0   | Lượt đi  |
| 28/3/2010 | 16h00 | Sân Vinh   | IV      | U19 Sông Lam Nghệ An - U19 Nam Định        | 0-0   | Lượt đi  |
| 29/3/2010 | 15h30 | Quân khu 4 | II      | U19 Becamex Bình Dương - U19 SHB Đà Nẵng   | 0-2   | Lượt đi  |
| 29/3/2010 | 15h30 | Sân Vinh   | I       | U19 Than Quảng Ninh - U19 Đồng Tâm Long An | 0-0   | Lượt đi  |
| 31/3/2010 | 15h00 | Quân khu 4 | III     | U19 TĐCS Đồng Tháp - U19 Thể Công Viettel  | 2-0   | Lượt về  |
| 31/3/2010 | 15h30 | Sân Vinh   | IV      | U19 Sông Lam Nghệ An - U19 Nam Định        | 0-1   | Lượt về  |
| 1/4/2010  | 15h00 | Quân khu 4 | II      | U19 Becamex Bình Dương - U19 SHB Đà Nẵng   | 0-1   | Lượt về  |
| 1/4/2010  | 15h30 | Sân Vinh   | I       | U19 Than Quảng Ninh - U19 Đồng Tâm Long An | 3-1   | Lượt về  |

## Vòng bán kết
| U-19 Than Quảng Ninh | 0–0      | U-19 SHB Đà Nẵng |
| -------------------- | -------- | ---------------- |
|                      | Chi tiết |                  |
| Loạt sút luân lưu    |          |                  |
|                      | 4–2      |                  |

| U-19 TĐCS Đồng Tháp | 1–0      | U-19 Megastar E&C Nam Định |
| ------------------- | -------- | -------------------------- |
| Bạch Đăng Khoa 24'  | Chi tiết |                            |

## Trận chung kết
| U-19 Than Quảng Ninh | 1–0      | U-19 TĐCS Đồng Tháp |
| -------------------- | -------- | ------------------- |
| Kiều Minh Đức 80'    | Chi tiết |                     |

## Tổng kết mùa giải
Kết quả chung cuộc Giải bóng đá U-19 quốc gia – Cúp Sơn Kova 2010:
- Đội vô địch: U-19 Than Quảng Ninh
- Đội thứ Nhì: U-19 TĐCS Đồng Tháp
- Đồng giải Ba: U-19 SHB Đà Nẵng và U-19 Megastar E&C Nam Định
- Giải phong cách: U-19 SHB Đà Nẵng
- Thủ môn xuất sắc nhất: Huỳnh Tuấn Linh (U-19 Than Quảng Ninh)
- Cầu thủ xuất sắc nhất: Trần Đại Nghĩa (U-19 Than Quảng Ninh)
- Cẩu thủ ghi nhiều bàn thắng nhất: Giang Trần Quách Tân (U-19 SHB Đà Nẵng) và Bạch Đăng Khoa (U-19 TĐCS Đồng Tháp) – cùng có 2 bàn.